# Книф, Иоганн
Иоганн Книф (нем. Johann Knief, 20 апреля 1880 — 6 апреля 1919) — немецкий революционер, преподаватель и редактор.
Был школьным учителем, вступил в СДПГ. Призванный в немецкую армию в начале Первой мировой войны в августе 1914 года, был освобождён после перенесенного нервного срыва на Западном фронте. Убеждённый противник правых в СДПГ, приветствовал голосование Карла Либкнехта против военных кредитов в рейхстаге в декабре 1914 года. Стал лидером левых радикалов в Бремене к концу 1915 года. С февраля 1918 года находился под домашним арестом в Берлине, пока не был освобожден Ноябрьской революцией 1918 года.
Соратник Розы Люксембург и Карла Либкнехта, примкнул к «Союзу Спартака» и стал одним из основателей Коммунистической партии Германии, но отказался участвовать в её учредительном съезде. Руководил созданным под его руководством в 1918 году союзом «Коммунистов-интернационалистов Германии» («Internationalen Kommunisten Deutschlands, IKD»). Несмотря на серьёзное физическое истощение, был народным комиссаром Бременской советской республики. Умер от осложнений, перенеся не менее пяти операций на аппендицит.